# 谷口雅博
谷口 雅博（たにぐち まさひろ、1960年- ）は、日本の国文学者、國學院大學教授。専攻は日本上代文学。

## 経歴
北海道生まれ。國學院大學大学院文学研究科博士課程後期所定単位修得退学。國學院大學文学部准教授、教授、博士（文学）。國學院大學古事記学センター長。

## 著書
- 『古事記の表現と文脈』おうふう 2008
- 『風土記説話の表現世界』笠間書院 2018
- 『古事記の謎をひもとく』弘文堂 2018

### 共編著
- 『風土記を読む』中村啓信,飯泉健司共編, 大島敏史 写真 おうふう 2006
- 『風土記探訪事典』中村啓信, 飯泉健司, 大島敏史共著 東京堂出版 2006